# 1928

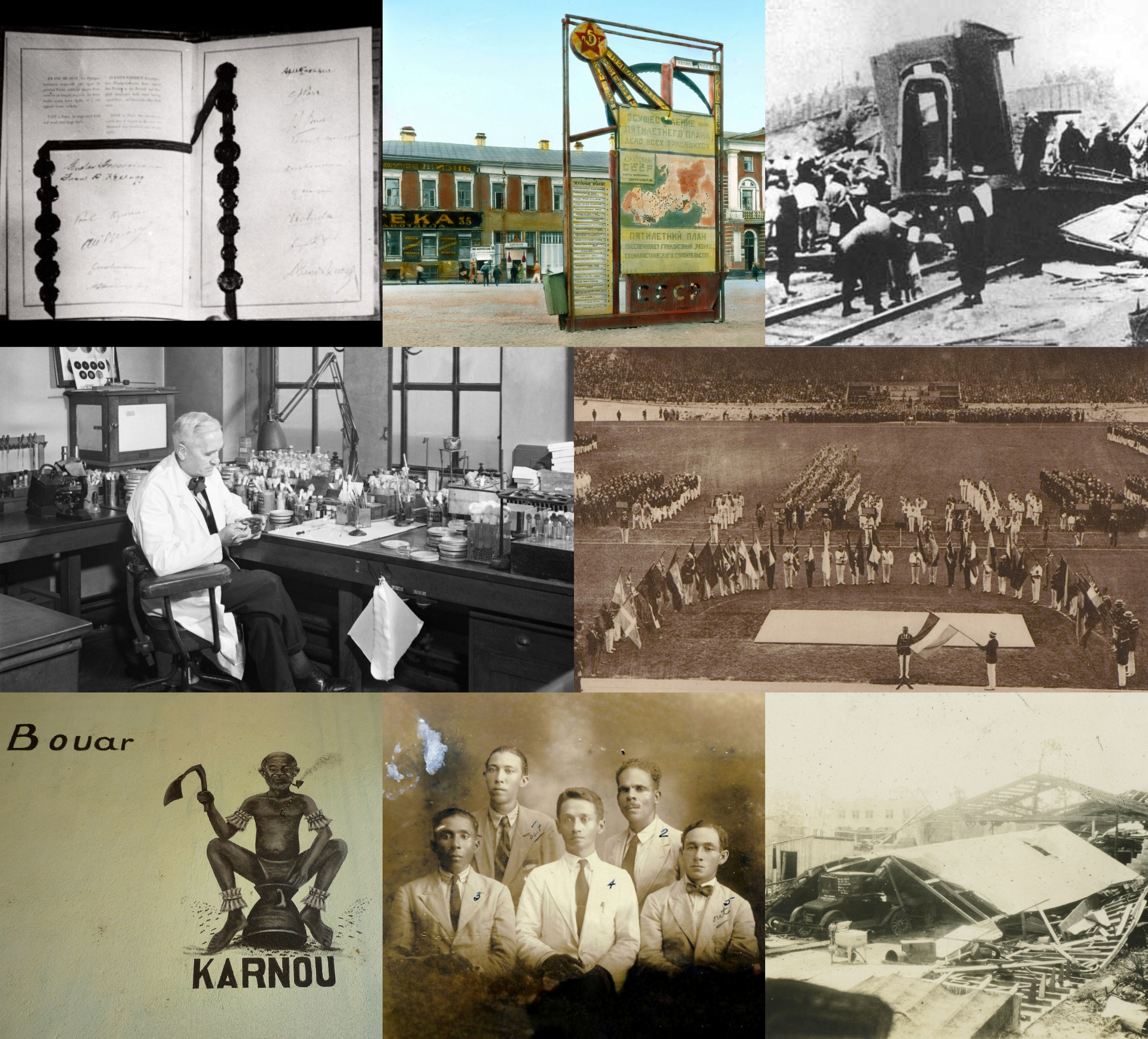

1928 (MCMXXVIII) là một năm nhuận bắt đầu vào Chủ nhật của lịch Gregory, năm thứ 1928 của Công nguyên hay của Anno Domini, the năm thứ 928  của thiên niên kỷ 2, năm thứ 28  của thế kỷ 20, và năm thứ  9   của thập niên 1920. 

## Sự kiện

### Tháng 4
- 7 tháng 4: Tưởng Giới Thạch phát động chiến tranh Bắc Phạt lần thứ 2
- 28 tháng 4: Quân cách mạng Quốc Dân giải phóng Tế Nam

### Tháng 6
- 3 tháng 6: Trương Tác Lâm hạ lệnh rút quân về Quan ngoại

### Tháng 7
- 21 tháng 7: Tại Thượng Hải, khai mạc đại hội phản Nhật.

### Tháng 10
- 8 tháng 10: Tưởng Giới Thạch nhận chức chủ tịch chính phủ Nam Kinh
- 10 tháng 10: Tưởng Giới Thạch nhận chức chủ tịch ủy viên hội chính phủ Nam Kinh

## Sinh

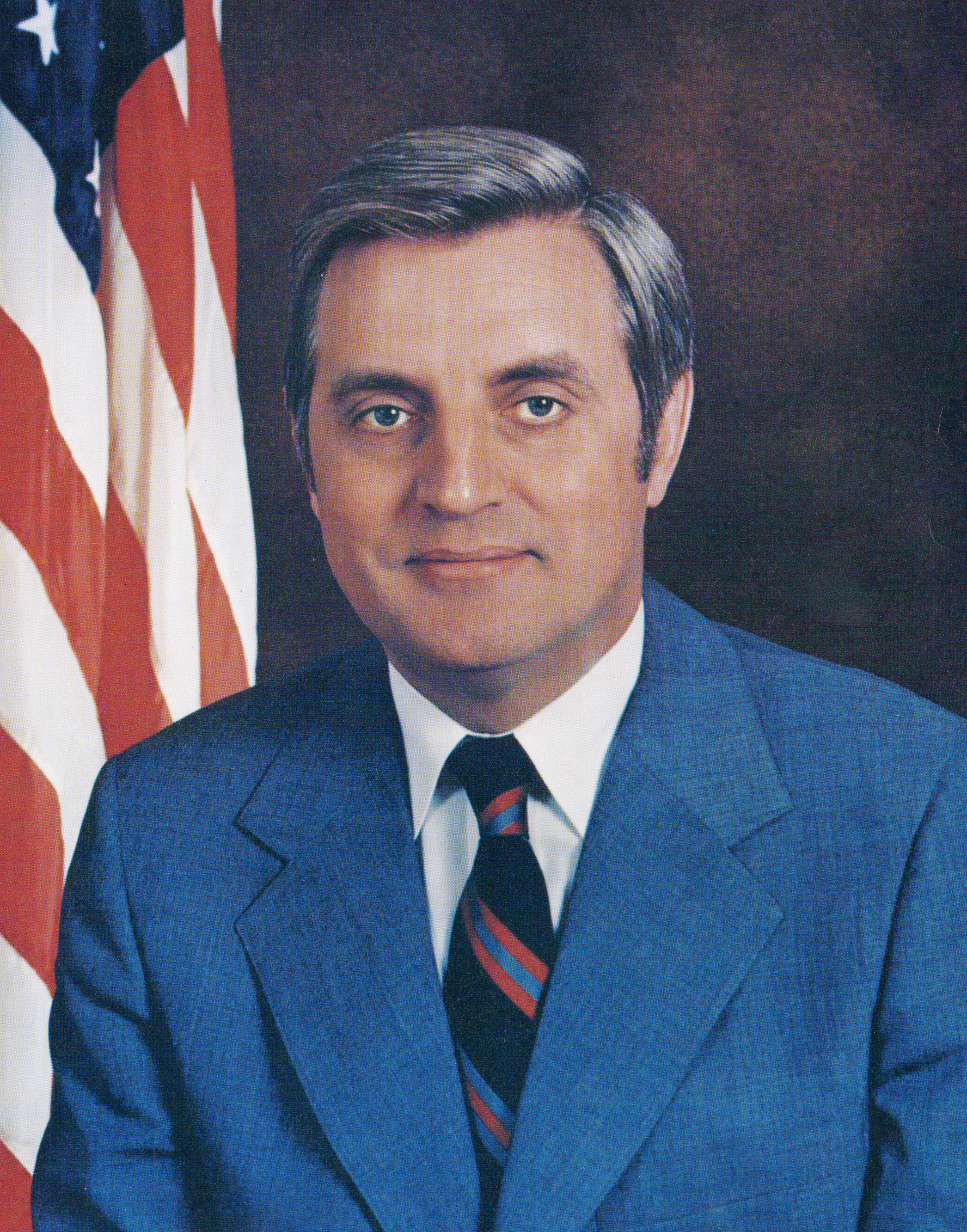
Walter Mondale

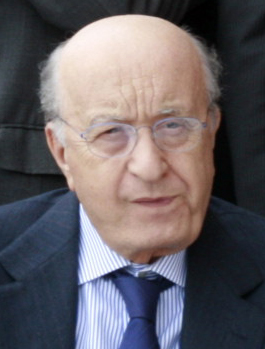
Ciriaco De Mita

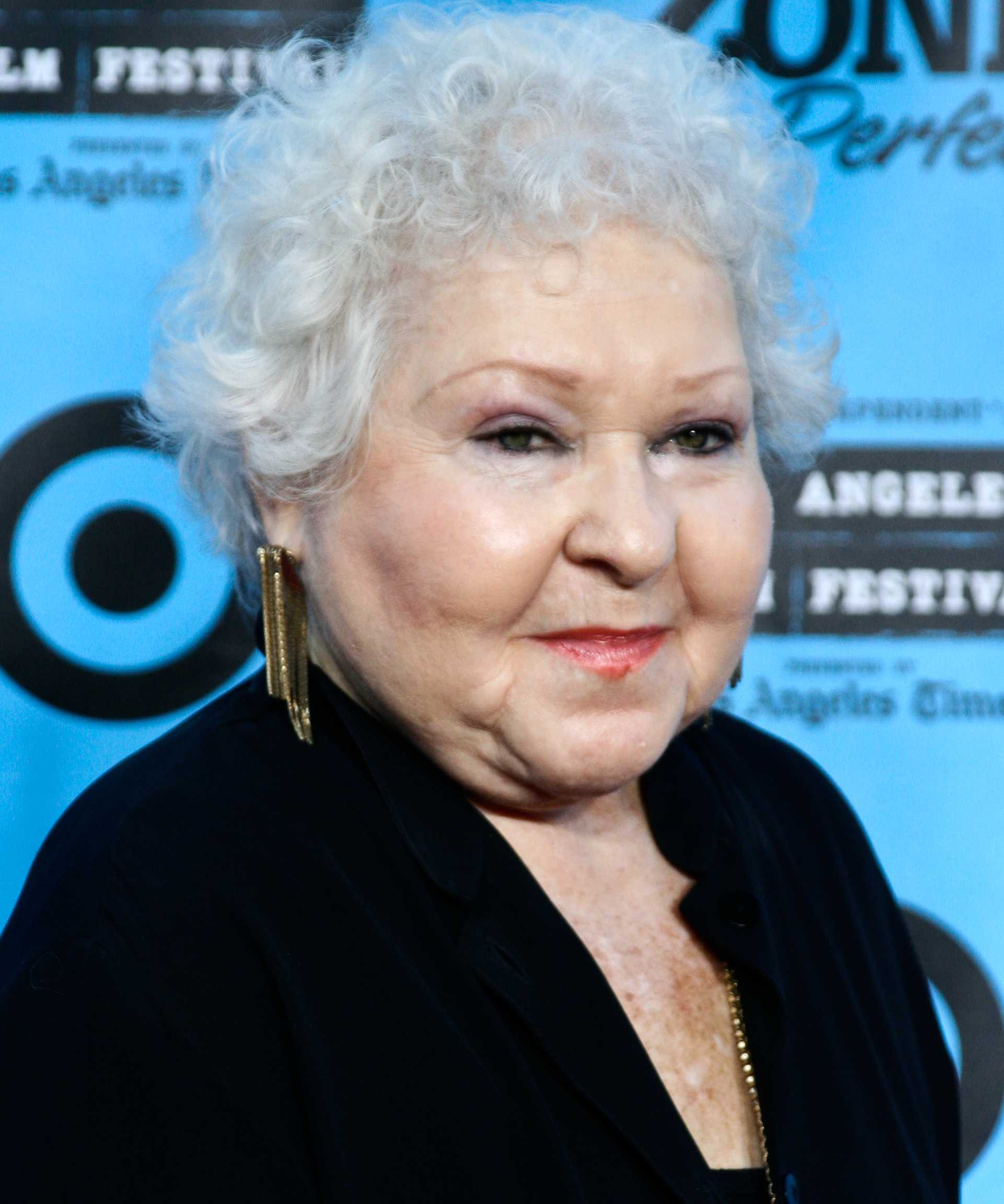
Estelle Harris

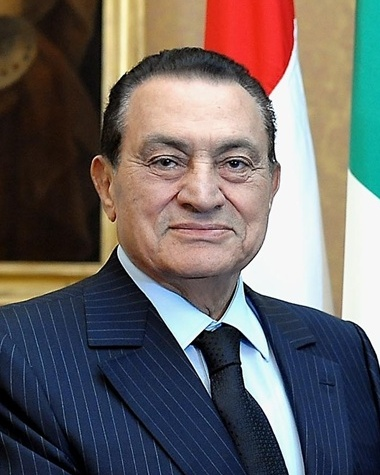
Hosni Mubarak

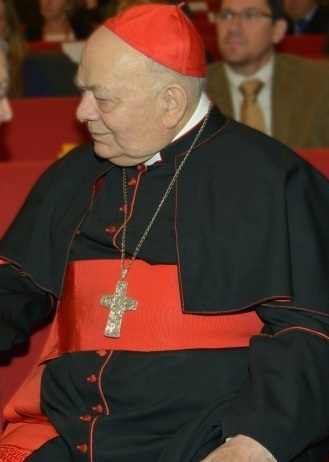
Elio Sgreccia

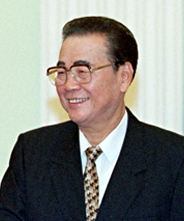
Lý Bằng

- 5 tháng 1 - Walter Mondale, Phó Tổng thống Hoa Kỳ (m. 2021)
- 16 tháng 1 - Cao Thượng Lương,Thiếu tướng,nguyên Cục trưởng Cục Chính trị lực lượng Công an vũ trang, Tổng biên tập Tập san Nghệ thuật quân sự người Việt Nam. (m. 2022)
- 2 tháng 2 - Ciriaco De Mita, Thủ tướng thứ 47 của Ý (m. 2022)
- 4 tháng 2 - Kim Yong-nam, nguyên là Ủy viên trưởng Ủy ban Thường vụ Hội đồng Nhân dân Tối cao của Cộng hòa Dân chủ Nhân dân Triều Tiên
- 20 tháng 2 - Jean Kennedy Smith, nhà ngoại giao Mỹ (m. 2020)
- 31 tháng 3 - Nguyễn Khánh (Phó Thủ tướng), nguyên Ủy viên Ban Chấp hành Trung ương Đảng Cộng sản Việt Nam, Phó Thủ tướng Chính phủ nước Cộng hòa Xã hội Chủ nghĩa Việt Nam
- 25 tháng 4 - Estelle Harris, nữ diễn viên, nghệ sĩ hài người Mỹ. (m .2022)
- 1 tháng 5 - Sisavath Keobounphanh, Nguyên thủ tướng của Lào (m. 2020)
- 4 tháng 5 - Hosni Mubarak, tổng thống thứ tư của Ai Cập (m. 2020)
- 30 tháng 5 - Agnès Varda, nhà làm phim người Pháp gốc Bỉ (m. 2019)
- 6 tháng 6 - Elio Sgreccia, hồng y của Giáo hội Công giáo Rôma, người Ý (m. 2019)
- 22 tháng 6 - Đặng Bích Hà, vợ của Đại tướng Võ Nguyên Giáp
- 28 tháng 7 - Angélica Gorodischer, là một nhà văn người Argentina nổi tiếng với bộ sưu tập truyện ngắn (m. 2022)

- 1 tháng 8 - Văn Ký, nhạc sĩ người Việt Nam (m. 2020)
- 21 tháng 9 - Sơn Tùng, nhà văn người Việt Nam (m. 2021)
- 19 tháng 10 - Vũ Văn Thược, Thiếu tướng, là một sĩ quan cấp cao của Quân đội nhân dân Việt Nam. (m .2022)
- 20 tháng 10 - Lý Bằng, Thủ tướng thứ năm của Quốc vụ viện nước Cộng hòa Nhân dân Trung Hoa từ năm 1989 đến 1998 (m. 2019)
- 23 tháng 10 - Chu Dung Cơ, Thủ tướng thứ năm của Quốc vụ viện nước Cộng hòa Nhân dân Trung Hoa từ năm 1998 đến 2003
- 14 tháng 6 - Che Guevara, Người du kích cộng sản anh hùng (m. 1967)
- 28 tháng 8 - Hoàng Việt (Lê Chí Trực), nhạc sĩ Việt Nam (m. 1967)
- 12 tháng 11 - Đặng Vũ Chính, Trung tướng người Việt Nam. (m. 2022)
- 15 tháng 11 - Trần Quang Tùy, Thiếu tướng Việt Nam (m. 2022)
- 12 tháng 12 - Xuân Hồng ( Nguyễn Hồng Xuân) nhạc sĩ Việt Nam (m. 1996)
- 15 tháng 12 - Phạm Liêm, Thiếu tướng, sĩ quan cao cấp của Quân đội nhân dân Việt Nam. (m. 2022)
- 21 tháng 12 - Phạm Tâm Long, trung tướng Công an nhân dân người Việt Nam (m. 2020)

## Mất
- 4 tháng 2 - Hendrik Lorentz, nhà vật lý người Hà Lan (s. 1853)
- 17 tháng 7 - Álvaro Obregón, tổng thống Mexico (s. 1880)
- 30 tháng 8 - Wilhelm Wien, nhà vật lý người Đức (s. 1864)

## Giải Nobel
- Vật lý - Owen Willans Richardson
- Hóa học - Adolf Otto Reinhold Windaus
- Sinh lý học hoặc Y học - Charles Jules Henri Nicolle
- Văn học - Sigrid Undset
- Hòa bình - không có giải